# Schismatoglottis hastifolia
Schismatoglottis hastifolia là một loài thực vật có hoa trong họ Ráy (Araceae). Loài này được Hallier f. ex Engl. miêu tả khoa học đầu tiên năm 1912.